# فرنسوا زولا
فرنسوا زولا (بالفرنسية: François Zola)‏ هو مهندس فرنسي، ولد في 7 أغسطس 1796 في البندقية في إيطاليا، وتوفي في 27 مارس 1847 في مارسيليا في فرنسا.